# Sierra de la Neblina
La Sierra de la Neblina, también conocida como Serra da Neblina en Brasil, es un macizo de arenisca ubicado en el norte de la cuenca del Amazonas. Es una meseta inclinada, muy erosionada, con un profundo cañón en su parte central (Cañón Grande), drenado por el río Baria.
La mayor parte del macizo se encuentra en territorio venezolano, pero su cresta sureste forma parte de la frontera entre Brasil y Venezuela, y en esta cresta es donde se ubica el punto más alto del macizo, el pico da Neblina de 2.995 metros sobre el nivel del mar. Pico da Neblina es también el punto más alto de Brasil, el punto más alto del Escudo guayanés y la montaña más alta de América del Sur al este de los Andes. Pico da Neblina se encuentra dentro del territorio brasileño, pero a sólo unos cientos de metros de la frontera con Venezuela.

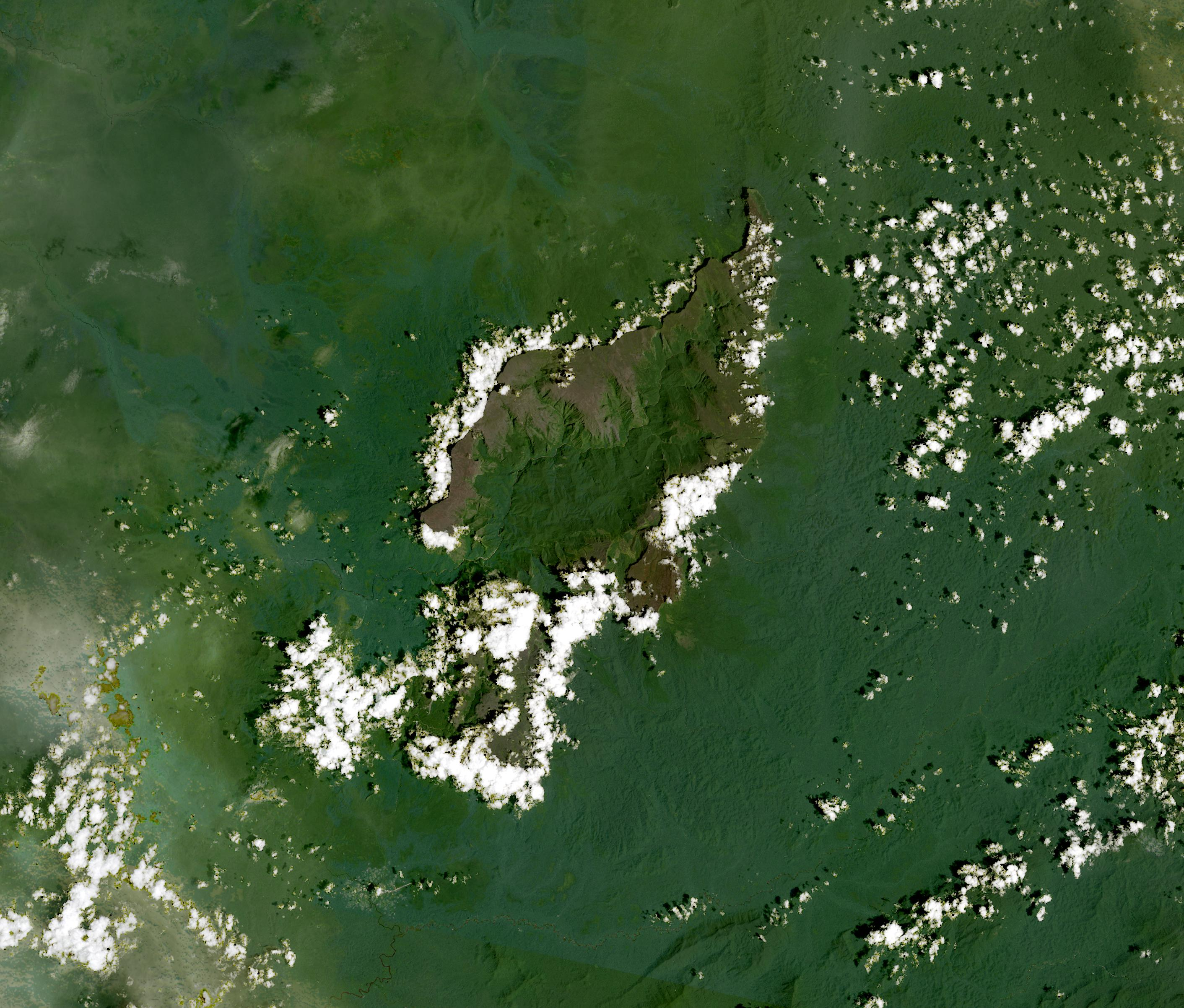
Imagen de satélite de la sierra de la Neblina, capturada por el satélite Landsat 8.

El pico Phelps, ligeramente más bajo, de 2.974 metros sobre el nivel del mar, se encuentra junto al pico da Neblina, justo en la frontera internacional. Pico Phelps es la segunda montaña más alta de Brasil y la más alta de Venezuela fuera de los Andes. Los otros picos con nombre del macizo incluyen el pico Cardona, el pico Maguire y el pico Zuloaga.
Al norte de la sierra de la Neblina se encuentran los afloramientos más pequeños del cerro Aracamuni y el cerro Avispa, ambos alcanzando aproximadamente 1.600 metros de altura.
El macizo fue explorado por primera vez en 1954 por una expedición estadounidense dirigida por Bassett Maguire del Jardín Botánico de Nueva York que realizó una inspección aérea y luego ascendió las laderas noroeste del macizo. En enero de 1999, un grupo de entusiastas de las plantas carnívoras escaló el pico da Neblina después de una caminata de 30 km por la cresta noreste previamente inexplorada. En 1972 fue publicado y nombrado el grupo de plantas Maguireocharis neblinae Steyerm, en la familia Rubiaceae, en base al nombre del macizo y del explorador Bassett Maguire.
A la sierra de la Neblina a veces se le conoce como macizo de la Neblina, aunque este término también puede abarcar cerro Aracamuni y cerro Avispa (un grupo de montañas conocido más precisamente como macizo Neblina-Aracamuni). El macizo Neblina-Aracamuni tiene un área total de cumbre de aproximadamente 473 km² y un área de pendiente estimada de 1.515 km², de los cuales la sierra de la Neblina representa 235 km² y 857 km², respectivamente.